# Platypygus pumilio
Platypygus pumilio är en tvåvingeart som beskrevs av Friedrich Hermann Loew 1873. Platypygus pumilio ingår i släktet Platypygus och familjen svävflugor. Inga underarter finns listade i Catalogue of Life.